# Кам'янка (притока Гайчуру)
Ка́м'янка — річка в Україні, в межах Пологівського району Запорізької області. Ліва притока Гайчуру (басейн Дніпра).

## Опис
Довжина 21,2 км, площа басейну 91,4 км². Долина порівняно глибока, порізана ярами і балками, її ліві (західні) схили вищі та стрімкіші за праві. Річище слабозвивисте, у верхів'ї пересихає. Споруджено кілька ставків.

## Розташування
Кам'янка бере початок на південь від селища Кам'янка. Тече на північ (частково на північний захід), у пониззі — на північний схід. Впадає до Гайчуру біля південної околиці села Гоголівки.
На річці розташоване селище Кам'янка, села Веселоіванівське і Гоголівка.